# Giornata internazionale di solidarietà per il popolo palestinese

La Giornata internazionale di solidarietà per il popolo palestinese è una ricorrenza indetta dall'Organizzazione delle Nazioni Unite. Gli eventi si svolgono presso la sede delle Nazioni Unite a New York, così come presso gli uffici delle Nazioni Unite a Ginevra, Vienna e Nairobi. Si tiene generalmente il 29 novembre di ogni anno per celebrare l'anniversario della risoluzione 181 che sosteneva la spartizione della Palestina in due Stati: uno arabo e uno ebraico.
Ogni anno, in questo giorno, le Nazioni Unite sollecitano un’azione immediata nel tentativo di garantire ai palestinesi la sovranità e l’indipendenza dall’occupazione israeliana. Mentre la comunità internazionale commemora questo giorno, continua a chiedere ad Israele di garantire ai palestinesi i loro diritti umani, secondo l’Assemblea Generale delle Nazioni Unite. L'Assemblea Generale sottolinea il suo sostegno al diritto dei palestinesi al ritorno alle loro case, dalle quali sono stati sfollati nel 1948 in seguito alla creazione dello Stato di Israele, dove più di 760.000 palestinesi sono diventati rifugiati.
L'osservanza annuale è stata stabilita nella risoluzione 32/40 B dell'Assemblea generale delle Nazioni Unite del 2 dicembre 1977, con inizio nel 1978. La stessa risoluzione proponeva la creazione dello studio Le origini e l'evoluzione del problema palestinese.
Nella risoluzione 34/65 D del 12 dicembre 1979 fu richiesta l'emissione di francobolli commemorativi.
Speciali attività commemorative sono organizzate dalla Divisione per i Diritti dei Palestinesi del Segretariato delle Nazioni Unite, in consultazione con il Comitato per l'esercizio dei diritti inalienabili del popolo palestinese.